# Reuschenfeld
Reuschenfeld war eine Gemeinde im Landkreis Gerdauen in Ostpreußen. Nach 1945 wurde das Dorf aufgrund der polnisch-sowjetischen Grenzziehung geteilt: der nördliche Teil liegt heute im Rajon Osjorsk in der russischen Oblast Kaliningrad etwa fünf Kilometer östlich von Krylowo (Nordenburg), der südliche Teil gehört zur polnischen Woiwodschaft Ermland-Masuren und erhielt für kurze Zeit den Namen „Ruskie Pole“.
Der Ort gilt sowohl auf russischer als auch auf polnischer Seite als nicht mehr existent.

## Geographische Lage
Das Dorf Reuschenfeld wurde vor 1945 von der deutschen Reichsstraße 131 durchzogen, die von Königsberg (Preußen) und Gerdauen nach Arys über Angerburg und Lötzen führte und auf deren Trasse heute – allerdings bei derzeit (noch) geschlossener Grenze – die russische Fernstraße A 196 bzw. die polnische Landesstraße DK 63 verlaufen. Außerdem war Reuschenfeld seit 1911 Bahnstation an der früheren Reichsbahnstrecke Königsberg (Preußen)–Gerdauen–Angerburg, deren Betrieb seit 1945 eingestellt ist.

## Geschichte
Über Reuschenfelds Geschichte gibt es nur wenig Unterlagen. Etwa 1440/1450 wurde das Dorf unter Hochmeister Konrad von Ehrlichhausen gegründet. Matthes Perlan von Reuschenfeld erhielt den Ort mit einer Größe von 40 Hufen nach Magdeburgischem Recht gegen zwei Plattendienste und mit Gewährung von sieben Freijahren.
Im Jahre 1910 lebten in Reuschenfeld 320 Menschen. Ihre Zahl stieg bis 1939 auf 677.
Bis 1945 gehörte die Gemeinde Reuschenfeld mit den beiden Ortschaften Wilhelmssorge (später russisch: Garschino, nicht mehr existent) und Gut Waldhof (heute polnisch: Pasternak) zum Landkreis Gerdauen im Regierungsbezirk Königsberg der preußischen Provinz Ostpreußen.
Am 20. Januar 1945 flohen die meisten Einwohner von Reuschenfeld per Treck aus dem Ort, einen Tag später folgten andere, zum Teil auf Militärfahrzeugen. Im Frühjahr 1945 lebten noch 110 Menschen hier, die kurzfristig ausgewiesen wurden.
Nach 1945 kam der südliche Gemeindeteil unter polnische Administration mit dem Namen Ruskie Pole (1951). Die Ortsstelle liegt innerhalb der Gemeinde Węgorzewo im Powiat Węgorzewski in der Woiwodschaft Ermland-Masuren (1975–1998 Woiwodschaft Suwałki) eingegliedert. Der nördliche Teil kam unter sowjetische Verwaltung in den Rajon Osjorsk in der Oblast Kaliningrad. Eine russische Namensgebung ist nicht bekannt.

## Amtsbezirk
Im Jahre 1874 wurde Reuschenfeld mit Sutzken (heute polnisch: Suczki) in den Amtsbezirk der Gemeinde Raudischken (1938–45 Raudingen, heute polnisch: Rudziszki) eingegliedert. 1930 wurde Reuschenfeld Amtsdorf und gab nun auch dem Amtsbezirk den Namen. Letzter Amtsvorsteher vor 1945 war August Hundsdörfer.

## Kirche
Bis 1945 gehörte Reuschenfeld seit der Reformation zum Kirchspiel Nordenburg (heute russisch: Krylowo) im Kirchenkreis Gerdauen in der Kirchenprovinz Ostpreußen der evangelischen Kirche der Altpreußischen Union.
Das Kirchspiel Nordenburg-Land (in Ergänzung zu Nordenburg-Stadt) umfasste 44 Ortschaften aus den elf Gemeinden:
| - Abelischken (1938–45 Ilmenhorst, heute russisch: Belkino) - Birkenfeld (polnisch: Brzeźnica) - Ellernbruch (russisch: Watutino, nicht mehr existent) - Groß Bajohren (1938–45 Großblankenfelde, heute polnisch: Bajory Wielkie) - Hochlindenberg (heute russisch: Podlipowo) - Klein Bajohren (1938–45 Kleinblankenfelde, polnisch: Bajory Małe) | - Neu Bajohren (heute polnisch) - Pentlack (russisch: Kamenka) - Raudischken (1938–45 Raudingen, polnisch: Rudziszki) - Reuschenfeld (polnisch Ruskie Pole) - Sawadden (1938–45 Bruchort, heute russisch). |

Kirchort für Reuschenfeld war somit Nordenburg, in dessen Kirche (1705 erbaut, seit 1945 lediglich Ruine) die Gottesdienste sowie Trauungen und Taufen stattfanden. Doch fanden auch Gottesdienste in der Reuschenfelder Schule statt. Letzter deutscher Geistlicher war Pfarrer Alfred Kaminsky.

## Schule
Reuschenfeld hatte vor 1945 eine zweiklassige Volksschule mit großem Schulgarten. Im Schulgebäude befanden sich auch die Lehrerwohnungen. Der letzte Schulleiter war Gustav Schiemann.

## Persönlichkeit des Ortes
- Margarete Gause (* 8. März 1922 in Reuschenfeld), ostpreußische Heimatdichterin.

## Heutige Situation

### Nördlicher Ortsteil
In seinem heute russischen Teil wurde das Dorf in seinem Ortskern und allen grenznahen Häusern total zerstört oder demontiert. In der ehemaligen Ortschaft Wilhelmssorge (russisch: Garschino) sind einige Häuser erhalten geblieben, die jetzt Grenzsoldaten als Wohnung dienen. Die 1858 zwischen Gerdauen und Angerburg fertiggestellte Chaussee und spätere Reichsstraße 131 war noch 1938 verbreitert und mit einer Asphaltdecke versehen worden. Alle wichtigen Betriebe und Dienststellen der Gemeinde befanden sich an dieser Straße: Post, Gendarmerieposten, Schule sowie Tischlerei, Stellmacherei und zwei Gasthäuser (mit Lebensmittelverkauf).

### Südlicher Ortsteil
Der heute polnische Ortsteil ist jetzt Teil von Rudziszki (Raudischken, 1938 bis 1945 Raudingen), hier sind noch 13 Wohngebäude aus der Zeit vor 1945 erhalten geblieben. Vollständig erhalten dagegen blieb das Gut Waldhof (Pasternak), das zum Staatsgut wurde.
Das 1911 errichtete Bahnhofsgebäude von Reuschenfeld – es lag ein Kilometer südwestlich des Ortskerns – ist abgerissen, die Bahnstrecke Königsberg–Angerburg, die am 1. September 1898 eröffnet worden war, ist demontiert. Letzte Bahnhofsvorsteherin war Herta Herrmann. Die Feldbahnlinie nach Wilhelmssorge wurde bereits Anfang der 1930er Jahre abgebaut. Seit 1996 hat dieser Reuschenfelder Teil eine Wasserleitung.